# Julie Heraeus

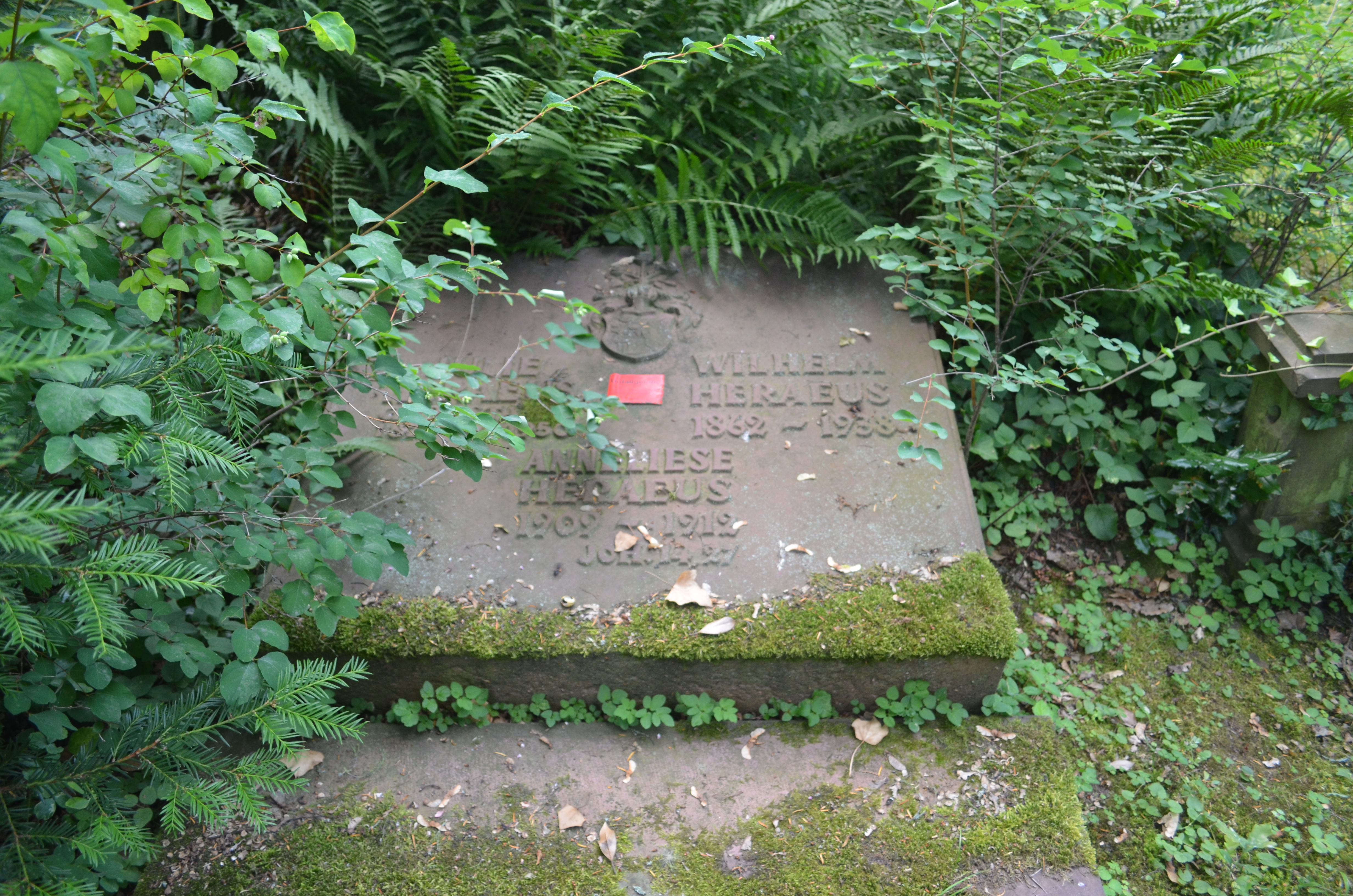
Grab von Julie Heraeus auf dem Alten Friedhof Offenbach

Julie Heraeus (* 22. Februar 1873; † 26. Februar 1950 in Offenbach am Main) war eine hessische Politikerin (Deutschnationale Volkspartei) und Abgeordnete des Landtags des Volksstaates Hessen in der Weimarer Republik.

## Leben
Julie Heraeus war die Tochter des Kirchenrates und Dekans Theodor Stamm und dessen Frau Julie, geborene Esch. Sie besuchte das Lehrerinnenseminar in Darmstadt, unterrichtete nach ihrem Abschluss 1 Jahr in Paris und 4 Jahre in England und war ab 1891 Lehrerin an der Höheren Mädchenschule Offenbach.
Sie heiratete am 16. April 1903 Wilhelm Heraeus, der am Jungen-Gymnasium in Offenbach lehrte. Als verheiratete Frau musste sie gemäß den damaligen Gesetzen (Lehrerinnenzölibat) aus dem Schuldienst ausscheiden.
Sie liegt gemeinsam mit ihrem Mann und ihrer Tochter Anneliese auf dem Alten Friedhof in Offenbach begraben.

## Engagement für Frauen
Heraeus engagierte sich als Gründungsmitglied des Evangelischen Frauenvereins in Offenbach und wurde 1917 dort Vorsitzende. Während des Ersten Weltkriegs war sie in der Kriegsfürsorge tätig. Aufgrund ihres sozialen Engagements erwarb sie sich große Anerkennung und wurde „die Mutter von Offenbach“ genannt. 1932 leitete sie alle Frauenhilfevereine und evangelischen Frauenvereine in ganz Hessen. Von 1932 bis 1938 leitete Heraeus den Verband evangelisch-kirchlicher Frauenvereine in Hessen e.V. und war von 1935 bis 1938 Vorsitzende der Frauenhilfe von Nassau und grenzte sich klar von den Zielen des nationalsozialistischen Staates ab.
Sie trat der 1918 gegründeten Vereinigung Evangelischer Frauenverbände Deutschlands bei, die zum Ziel hatte, christliche Frauen über ihre Rechte und Pflichten des Frauenwahlrechts zu informieren und sie zum Wählen zu bewegen.
In ihrem sozialen wie politischen Engagement setzte sie sich unter anderem für eine bessere Mädchenbildung ein.

## Politische Karriere
Ihr Engagement setzte sie auch in der Politik fort, wo sie sich der Deutschnationalen Volkspartei (DNVP) anschloss. Für diese war sie von 1919 bis 1933 Stadtverordnete in Offenbach und von 1924 bis 1931 Landtagsabgeordnete. Damit war sie eine von nur zwölf weiblichen Abgeordneten des hessischen Landtags während der Weimarer Republik. Im 3. Hessischen Landtag (1924–1927) war Heraeus unter den 5 DNVP-Abgeordneten die einzige Frau und im ganzen Landtag eine von 5 Frauen. In dieser Legislaturperiode brachte sie 81 Anträge mit ein. In den 4. Hessischen Landtag (1927–1931) kam sie als Nachrückerin und neben ihr gab es wiederum nur 4 weitere weibliche Abgeordnete.

## Ehrung
Die Julie-Heraeus-Straße in Offenbach ist nach ihr benannt.